# Kefersteinia parvilabris
Kefersteinia parvilabris là một loài thực vật có hoa trong họ Lan. Loài này được Schltr. mô tả khoa học đầu tiên năm 1923.

## Hình ảnh

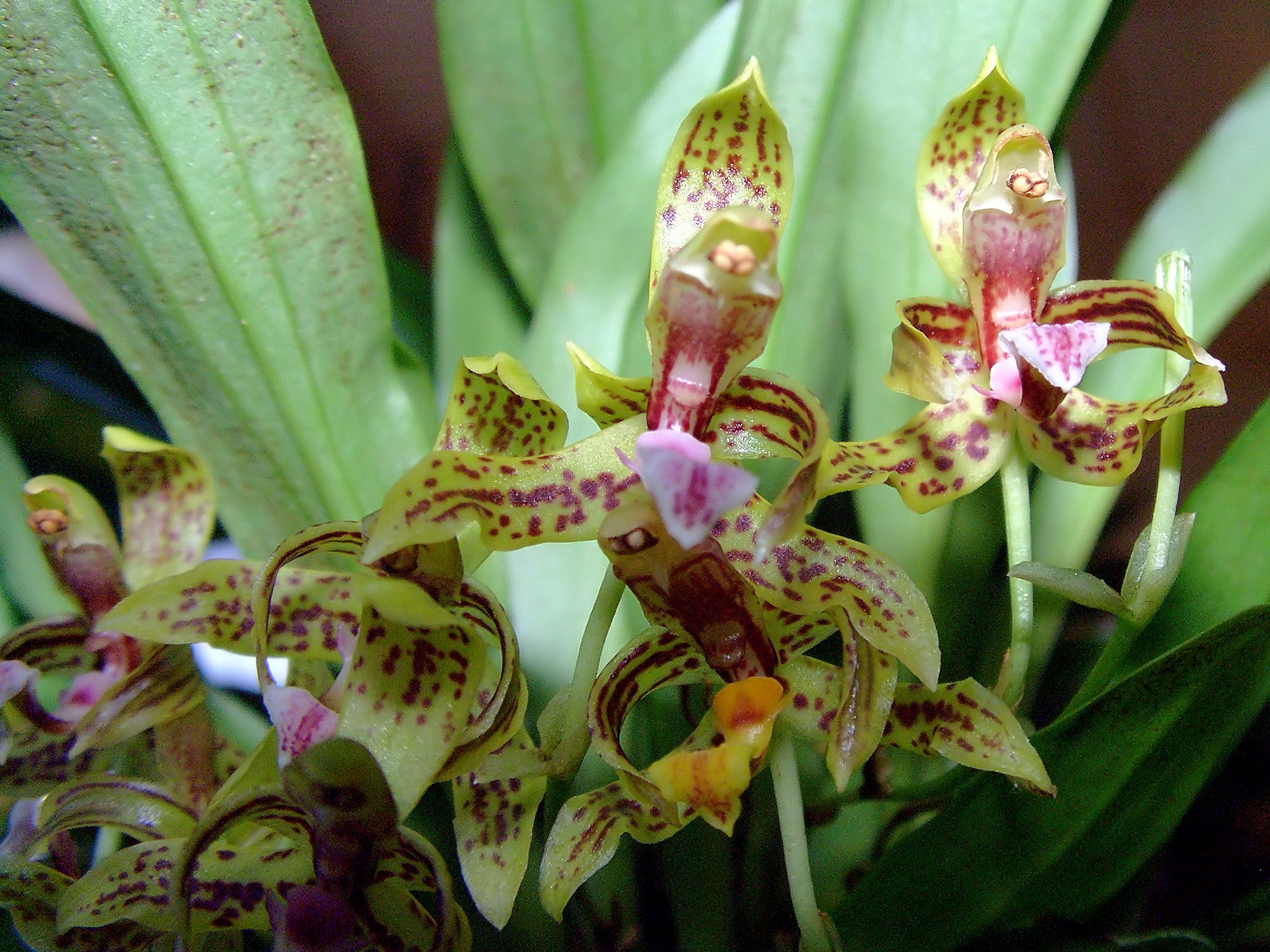
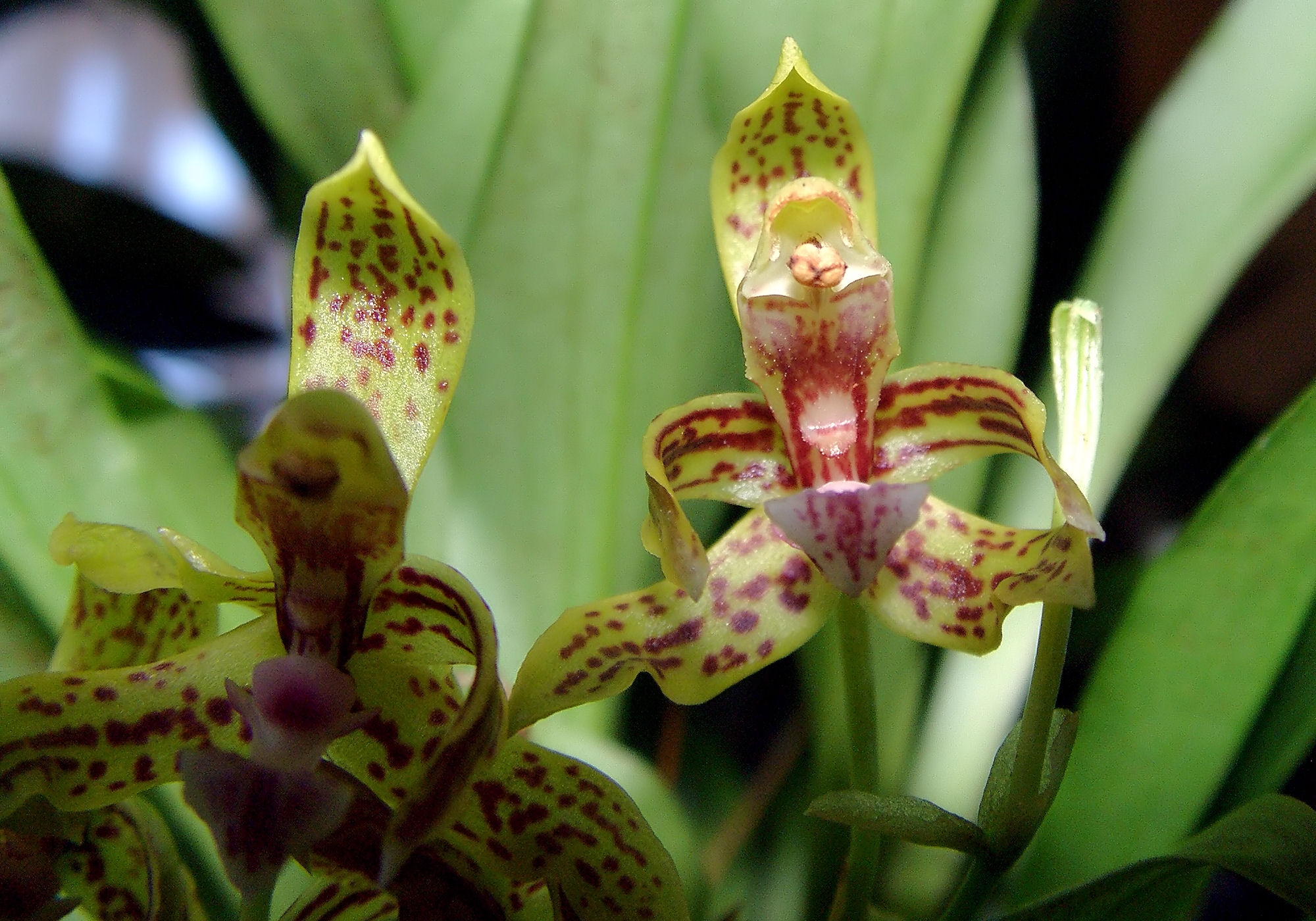